# Attacus aurantiacus
Attacus aurantiacus is een vlinder uit de onderfamilie Saturniinae van de familie nachtpauwogen (Saturniidae).
De naam Attacus aurantiacus werd voor het eerst gepubliceerd door Lionel Walter Rothschild in 1895.